# Sivas 4 Eylül Stadı
Das Sivas 4 Eylül Stadı (auch Sivas 4 Eylül Stadyumu, deutsch Sivas-Stadion des 4. September) war ein Fußballstadion mit Leichtathletikanlage, das sich in der türkischen Stadt Sivas befindet. Der Fußballverein Sivasspor bestritt bis 2016 seine Heimspiele in diesem Stadion. Nach einer umfangreichen Renovierung 2006 besaß es eine Kapazität von 15.000 Zuschauern.
Ab Mai 2013 war das neue Stadion Yeni 4 Eylül Stadyumu (mit rund 27.000 Plätzen) im Bau, die das alte Stadion nun seit 2016 ersetzt. Es liegt zwei Kilometer südwestlich.